# Cimetière militaire belge de Steenkerke
Le cimetière militaire belge de Steenkerke est un cimetière militaire de la Première Guerre mondiale situé Steenkerkestraat derrière l'église du village de Steenkerke.

## Caractéristiques
Ce cimetière a une superficie de 54 ares. Y reposent 539 soldats belges. On y trouve encore 9 tombes avec une "croix de héros" flamandes (Heldenhuldezerkje) qui furent dessinées par le peintre flamand Joe English qui par ailleurs repose également dans ce cimetière. Le tout premier pèlerinage de l'Yser y eut lieu en 1920.
On y trouve également les tombes de 30 soldats britanniques.

## Galerie d'images

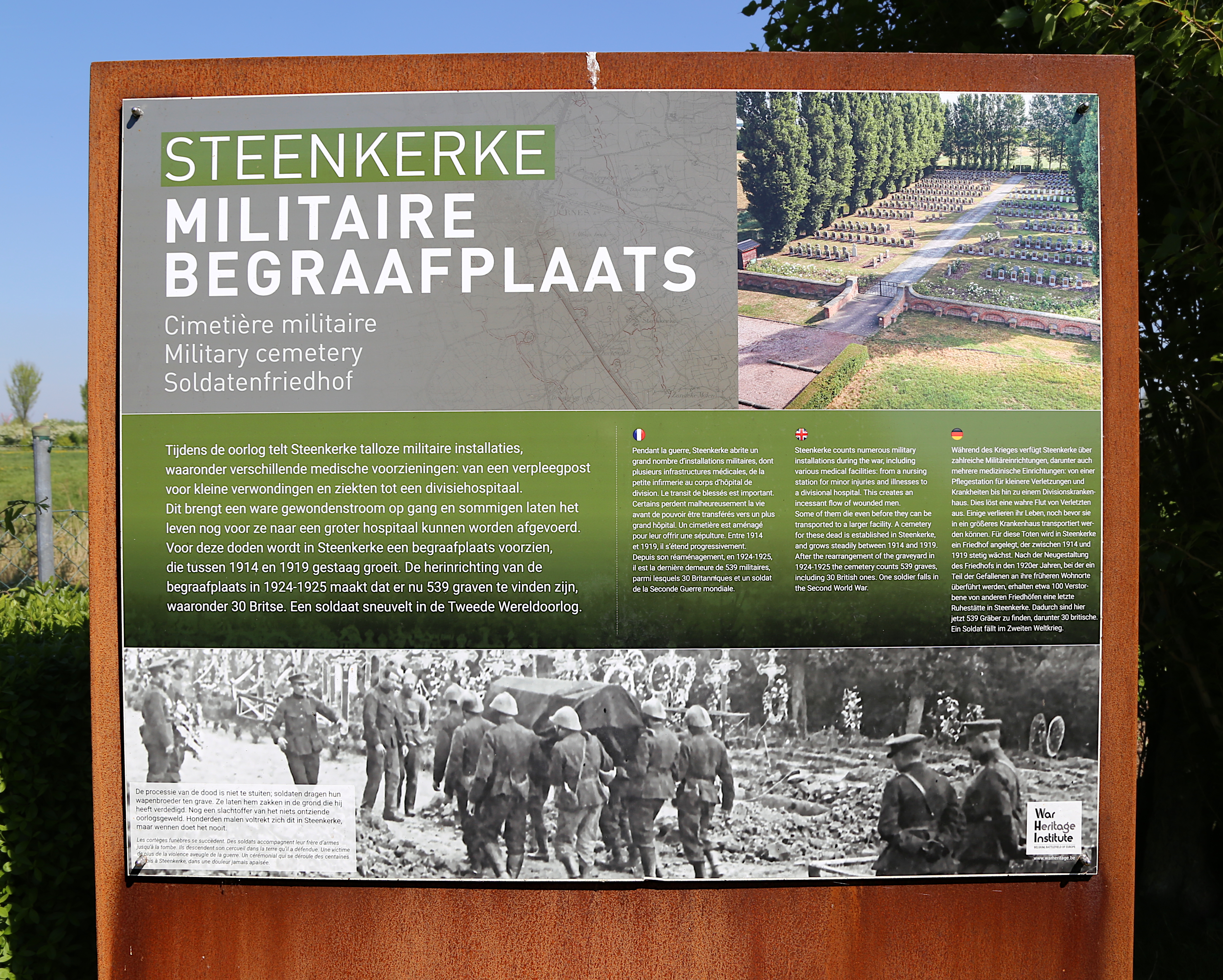
Panneau informatif.
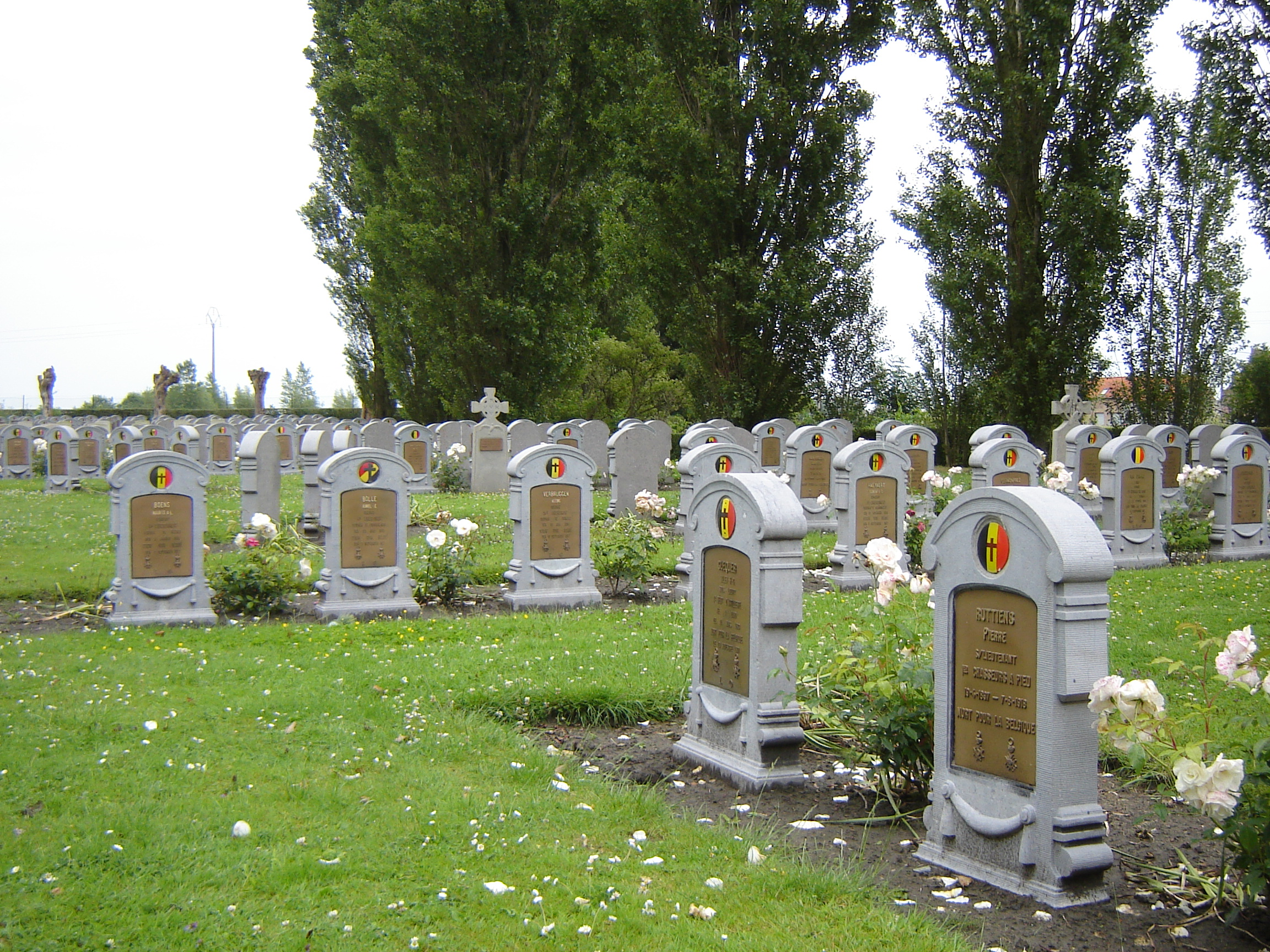
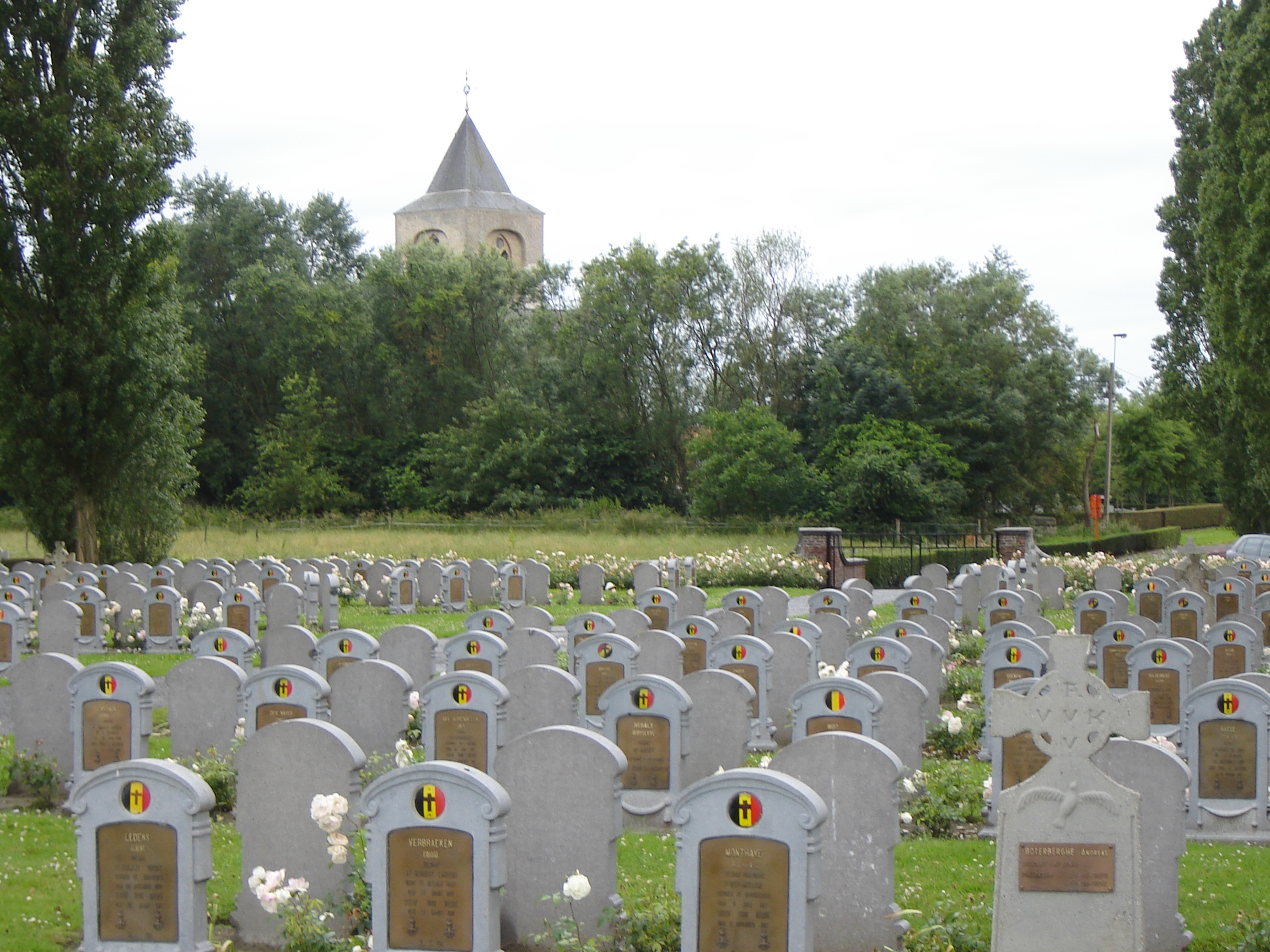
Pierres tombales;à l'avant-plan à droite une Heldenhuldezerk.
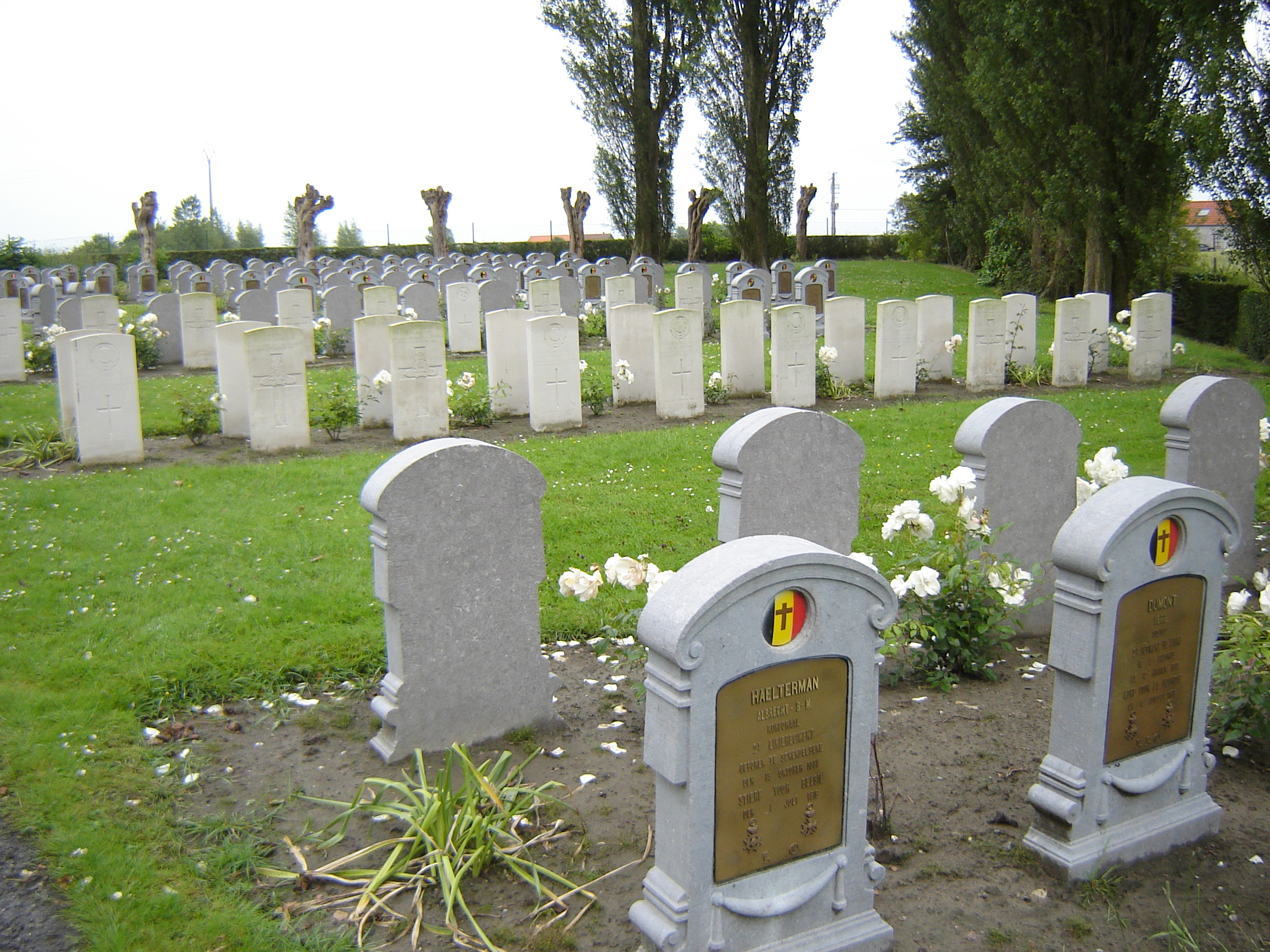
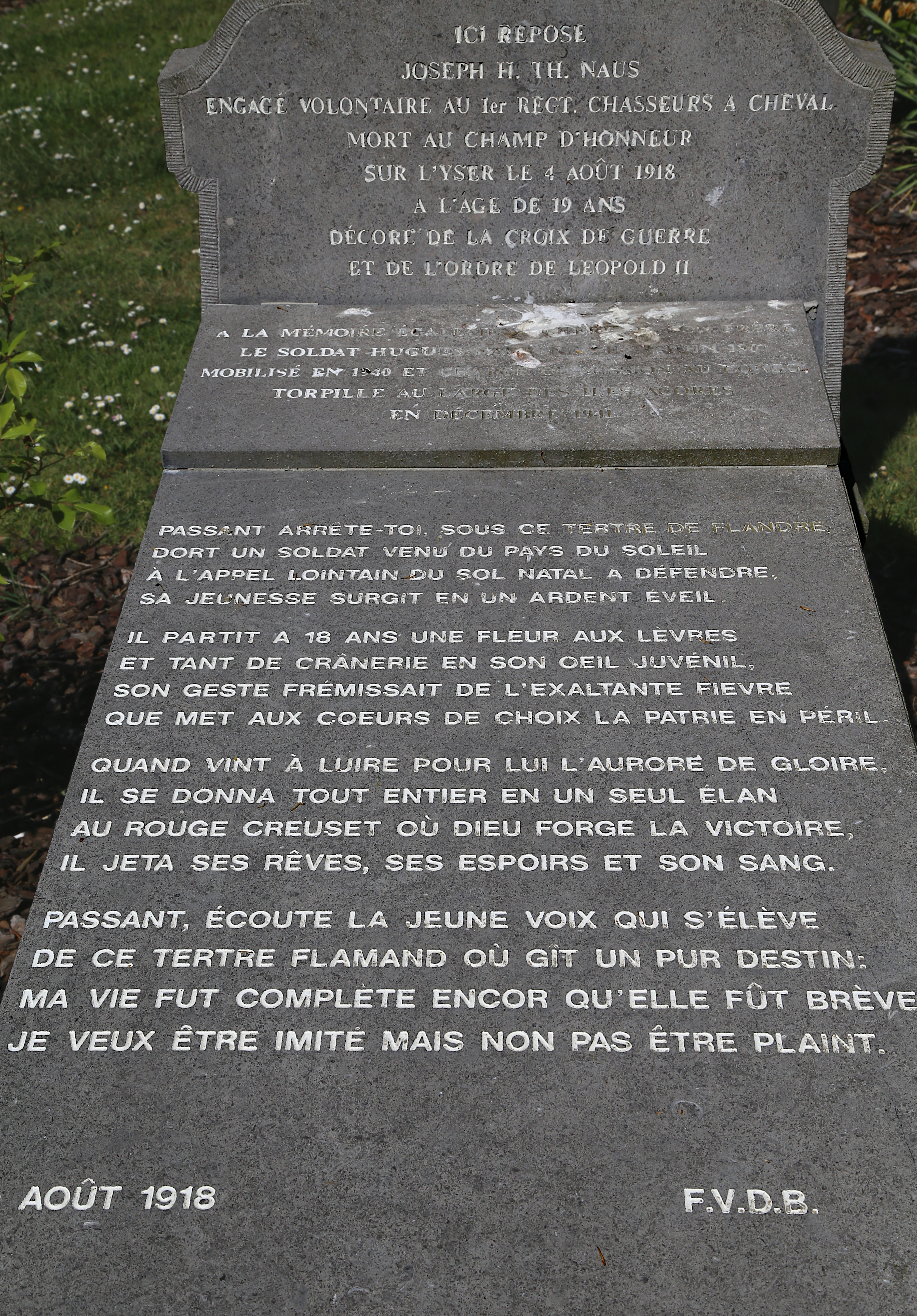
Inscription sur une tombe.

## Sources
- (nl) Adjudant-major Rudy Laforce, Verbroedering van de Genie van het Cavaleriekorps en de Gepantserde Genie, no 129, 53e année, 2e trimestre 2004.

- (nl) Cet article est partiellement ou en totalité issu de l’article de Wikipédia en néerlandais intitulé « Belgische militaire begraafplaats van Steenkerke » (voir la liste des auteurs).